# جان استوارت (کمیک)
جان استوارت (به انگلیسی: John Stewart) که در گروه گرین لانترن است ، یک شخصیت خیالی ابرقهرمان در کتاب‌های کامیک آمریکایی منتشر شده توسط دی‌سی کامیکس است. شخصیت جان استوارت توسط نویسنده دنیس اونیل و طراح نیل آدامز خلق شده‌است که برای اولین بار در شمارهٔ ۸۷ مجموعه گرین لانترن (دسامبر ۱۹۷۱) حضور پیدا کرد. او اولین ابرقهرمان سیاه‌پوست آمریکایی آفریقایی‌تبار محسوب می‌شود که در کمیک‌های دی‌سی حضور پیدا کرد. طراحی اصلی شخصیت استوارت بر گرفته از هنرپیشه آمریکایی سیدنی پوآتیه است.